# David Woodley
David E. Woodley es un actor y doble australiano, conocido por haber interpretado a Joel Nash en la serie Home and Away.

## Carrera
El 18 de febrero de 1998, se unió al elenco de la popular y exitosa serie australiana Home and Away, donde interpretó a Joel Nash, hasta el 11 de octubre de 2000. Anteriormente había aparecido por primera vez en la serie en 1996, cuando interpretó en dos episodios a Barry. En 2009 apareció como invitado en la serie de ciencia ficción Legend of the Seeker, donde interpretó al lord Callum.
En 2010 apareció como invitado en la serie policíaca Cops: L.A.C., donde dio vida a Austen Chapma. En 2011 apareció en la serie Wild Boys y en la exitosa Spartacus: Gods of the Arena, donde interpretó al romano  Petronius, un comerciante de Capua y amigo de Varis. En 2013 apareció en la tercera temporada de la serie Dance Academy, donde interpretó a Marcus Kane.

## Filmografía

### Series de televisión
| Año         | Serie                        | Personaje           | Notas                               |
| ----------- | ---------------------------- | ------------------- | ----------------------------------- |
| 2015        | Hiding                       | Hamish Wall         | 2 episodios                         |
| 2014        | AZIO: The Bogan Spy Agency   | Detective Thomas    | 3 episodios - miniserie             |
| 2014        | Old School                   | Andy Cavendish      | episodio "Tiny Dancer"              |
| 2014        | Rake                         | Derek Martin Wimmer | episodio # 3.8                      |
| 2013        | Dance Academy                | Marcus Kane         | 4 episodios                         |
| 2011        | Wild Boys                    | Miembro de la Banda | 3 episodios                         |
| 2011        | Spartacus: Gods of the Arena | Petronius           | 2 episodios                         |
| 2011        | Ice                          | Fenwick             | miniserie - episodio # 1.1          |
| 2010        | Cops: L.A.C.                 | Austen Chapman      | episodio "The Killer Wore Sneakers" |
| 2009        | Legend of the Seeker         | Lord Callum         | episodio "Touched"                  |
| 2006        | Two Twisted                  | David               | episodio "Love Crimes"              |
| 2003        | White Collar Blue            | Howard Carter       | episodio # 2.16                     |
| 2001        | Crash Palace                 | Aaron               | episodio # 1.41                     |
| 1998 - 2000 | Home and Away                | Joel Nash           | 90 episodios                        |
| 2000        | Tales of the South Seas      | Gambler             | episodio "Lessons for a Warrior"    |
| 1997, 1999  | Big Sky                      | Kerry Taylor        | 2 episodios                         |
| 1995        | Echo Point                   | Hopper Hadley       | -                                   |
| 1989        | Mission: Impossible          | Piloto              | episodio "Submarine"                |

### Películas
| Año  | Título                     | Personaje          | Notas                                                                        |
| ---- | -------------------------- | ------------------ | ---------------------------------------------------------------------------- |
| 2019 | The Three-Body Problem     | -                  | junto a Feng Shaofeng, Zhang Jingchu, Tiffany Tang y Hans Zhang              |
| 2007 | The Tomb                   | Sargento Colton    | corto - junto a Marc Carlis, Charlie Kevin & Tim Wardell                     |
| 2007 | The Silence in Between     | Richard            | corto - junto a Sepideh Madah & Nic Moodie                                   |
| 2006 | The New Life               | Oficial de Policía | corto - junto a Gracie Otto, Kaja Trøa, Oliver Yacoubian & Salvatore Coco    |
| 2006 | Body in the Trunk          | Jerry              | corto - junto a Luke Rex                                                     |
| 2006 | Five Moments of Infidelity | Shane              | junto a Ben Anderson, Laura Gordon, Annie Jones, Sally McDonald & Alex Papps |
| 2004 | Get Rich Quick             | Vladimir           | junto a Danny Adcock, Alex Blias, Jason Clarke, Anthony Hayes & Vanessa Gray |
| 2004 | PictoCrime                 | Jerry Hamilton     | junto a Luke Rex, Robin Queree & Sasha Diamandi                              |
| 1999 | Sick Puppy                 | David              | cortometraje                                                                 |
| 1995 | Tunnel Vision              | David de Salvo     | junto a Patsy Kensit, Rebecca Rigg, Shane Briant & Anthony Phelan            |
| 1992 | Over the Hill              | Camarero           | junto a Olympia Dukakis, Sigrid Thornton, Steve Bisley & Aden Young          |

### Doble
| Año  | Serie/Película          | Notas                    |
| ---- | ----------------------- | ------------------------ |
| 2011 | Wild Boys               | 3 episodios - doble      |
| 2003 | Canguro Jack            | película doble de manejo |
| 1998 | The Thin Red Line       | película - doble         |
| 1998 | Tales of the South Seas | serie - doble            |
| 1997 | Roar                    | serie - doble de jinete  |
| 1993 | Time Trax               | serie - doble            |

### Teatro
| Año  | Obra                      | Personaje    | Director (a)  | Teatro                     | Notas                                                                 |
| ---- | ------------------------- | ------------ | ------------- | -------------------------- | --------------------------------------------------------------------- |
| -    | Macbeth                   | Macbeth      | Bryan Nason   | -                          | -                                                                     |
| -    | A Midsummer's Night Dream | Lysander     | Bryan Nason   | -                          | -                                                                     |
| 2005 | Swimming Up River         | David        | Luke Rex      | Seymour Downstairs Theatre | junto a Steve Clack & Emily Stewart                                   |
| 1990 | Gilgamesh                 | Urshanabi    | Bryan Nason   | Queensland Theatre         | junto a Anni Finsterer, Anthony Phelan, Rebecca Riggs & Brian Vriends |
| -    | Horses and Heroes         | -            | Ric Anderson  | -                          | -                                                                     |
| -    | A Beautiful Life          | Richard      | Alex Broun    | New Theatre                | -                                                                     |
| -    | Taming of the Shrew       | Petruchio    | Bryan Nason   | -                          | -                                                                     |
| -    | Twelfth Night             | Duque Orsino | Bryan Nason   | -                          | -                                                                     |
| -    | imboola                   | Dangles      | Pat Garvey    | -                          | -                                                                     |
| -    | Rebel Without A Clue      | Cabaret      | Paul Charlton | -                          | -                                                                     |

## Premios y nominaciones
| Año  | Categoría    | Premio                   | Película          | Resultado |
| ---- | ------------ | ------------------------ | ----------------- | --------- |
| 2004 | Best Feature | International Film Award | Body in the Trunk | Ganador   |